# Кувшинные погребения (Эшера)
Кувшинные погребения — кувшинные погребения скелетированных останков человека, обнаруженные на окраине села Нижняя Эшера недалеко от Эшерского городища в республике Абхазии. Погребения с предметами кобанской культуры дают отчётливую картину способа погребения и указывают на эпоху и народность, к которым относятся эти захоронения.

## Обнаружение
Эшерский могильник-оссуарий был обнаружен в 1930 году жителем села Эшера, во время обработки почвы под посадку табака, на северо-восточном склоне холма Верещагина, в 50 м южнее Эшерского клада. Исследования проводил археолог М. М. Иващенко.

## Описание
Сначала были выявлены три погребения — остатки костей с погребальным инвентарём, расположенные в 15 м друг от друга на глубине 50—60 см. Костяки и инвентарь находились в больших урнах, поставленных вверх дном на плоских известняковых плитах. В первом кувшине находилось два костяка, во втором и третьем — по одному. Были найдены почти все кости скелета: обломки черепа, рёбра, позвонки, трубчатые кости конечностей, фаланги пальцев. Почти полностью была восстановлена урна первого погребения с двумя костяками. Третье погребение — безынвентарное.

### Погребальный инвентарь
В первых двух захоронениях находился следующий инвентарь: бронзовый топор с бронзовым топорищем без орнамента; небольшой кинжал длиной 28 см без рукояти, но с большим стержнем для прикрепления рукояти. По всей длине кинжала идут три острых ребра, заканчивающиеся у верхнего края острия и, которые образуют два желобка; два кинжала аналогичные первому, но вместо рёбер посередине четыре выгравированные полосы; короткий и узкий кинжал, но вместо стержня — втулка для насадки на рукоятку; четыре копьевых наконечника; три ножных кольца; ручной браслет; четыре конусовидные бронзовые бляшки с головками звероподобных фантастических животных; четыре бронзовые бусины биконической формы; фрагменты пояса из листовой бронзы; 14 фрагментов из листовой бронзы (возможно от колчана или шлема); более ста сердоликовых бусин разной величины округлой формы, среди которых — одна стеклянная четырёхугольная усечённо-пирамидальной формы.
В трёх урновых погребениях не были зафиксированы изделия из железа. Возможно в эту эпоху железные предметы ещё мало или почти совсем не помещались в могилы, хотя в кладах среди бронзовых вещей их присутствие было нередким. 

## Ритуал захоронения
В 1935 году на том же памятнике было выявлено непотревоженное кувшинное захоронение. Раскопки вела экспедиция под руководством Б. А. Куфтина. Урна стояла на каменной плитке вверх дном. Внутри сосуда находились: части человеческого костяка, бронзовый гравированный топор, бронзовый кинжал, три наконечника копья — два бронзовых и железный, фрагментированная шейная гривна из олова, три мелкие бусины из бронзы и железный стержень неясного назначения.
Ритуал, по мнению Б. А. Куфтина, мог проходить следующим образом: после обряда воздушного погребения кости покойника укладывались в сосуд. Сначала опускался череп, кости, затем инвентарь. После укладки горло закрывали плиткой, переворачивали вверх дном, устанавливали в углубление и засыпали землёй. В отличие от М. М. Иващенко, Б. А. Куфтин отмечал, что в урны помещался не весь человеческий скелет. Так как насыпи (курганы) при этом не делались и захоронения не отмечались никакими знаками, то находить их затруднительно и обнаруживаются они случайно.

## Датировка
Найденные предметы из кувшинных захоронений Эшерского могильника позволяют датировать его VIII — началом VII века до н. э..